# Comté de Strathbogie
Le comté de Strathbogie est une zone d'administration locale située dans l'est du Victoria en Australie.
Il résulte de la fusion en 1994 des parties des anciens comtés d'Euroa, Goulburn, Violet Town, McIvor et du bourg de Seymour.
Le comté comprend les villes d'Avenel, Euroa, Longwood, Nagambie, Strathbogie et Violet Town.